# Peter Walker
Peter Walker,  britanski dirkač Formule 1, * 7. oktober 1912,  Leeds, Yorkshire, Anglija, Združeno kraljestvo, † 1. marec, 1984, Newtown, Worcestershire, Anglija, Združeno kraljestvo.
Peter Walker je pokojni britanski dirkač Formule 1. Debitiral je na prvi dirki v zgodovini Formule 1 za Veliko nagrado Velike Britanije v sezoni 1950, ko je odstopil. V naslednji sezoni 1951 je ponovno nastopil le na domači dirki za Veliko nagrado Velike Britanije in dosegel sedmo mesto, kar je njegov najboljši rezultat kariere. Po treh sezonah premora je v sezoni 1955 nastopil še na dveh dirkah, toda obakrat odstopil, nato pa ni več dirkal v Formuli 1. Leta 1951 je zmagal na dirki 24 ur Le Mansa. Umrl je leta 1984.

## Popolni rezultati Formule 1
(legenda) (odebeljene dirke pomenijo najboljši štartni položaj, poševne pa najhitrejši krog, †-uvrščen kljub odstopu)
| Leto | Moštvo                 | Šasija           | Motor               | 1      | 2   | 3   | 4   | 5       | 6       | 7   | 8   | Prv | Toč |
| ---- | ---------------------- | ---------------- | ------------------- | ------ | --- | --- | --- | ------- | ------- | --- | --- | --- | --- |
| 1950 | Peter Walker           | ERA E            | ERA Straight-6      | VB Ret | MON | 500 | ŠVI | BEL     | FRA     | ITA |     | -   | 0   |
| 1951 | BRM Ltd.               | BRM P15          | BRM V16             | ŠVI    | 500 | BEL | FRA | VB 7    | NEM     | ITA | ŠPA | -   | 0   |
| 1955 | Stirling Moss          | Maserati 250F    | Maserati Straight-6 | ARG    | MON | 500 | BEL | NIZ Ret |         |     |     | -   | 0   |
| 1955 | Rob Walker Racing Team | Connaught Type B | Alta Straight-4     |        |     |     |     |         | VB Ret* | ITA |     | -   | 0   |